# Championnat National 3
Championnat National 3 (tit bare kaldet National 3) er den femtehøjeste liga i det franske fodboldsystem, og bliver kontrolleret af Frankrigs fodboldforbund. Ligaen består af 180 klubber fordelt i 12 puljer, og når sæsonen er slut bliver den bedst placerede i hver pulje rykket op i landets tredjebedste række, Championnat National 2. De fire dårligst placerede i hver pulje bliver degraderet til det sjettebedste niveau som også er de regionale ligaer Division d'Honneur.